# Bistum Rio Branco
Das Bistum Rio Branco (lateinisch Dioecesis Fluminis Albi Superioris, portugiesisch Diocese de Rio Branco) ist eine in Brasilien gelegene römisch-katholische Diözese mit Sitz in Rio Branco im Bundesstaat Acre.

## Geschichte
Das Bistum Rio Branco wurde am 4. Oktober 1919 durch Papst Benedikt XV. aus Gebietsabtretungen des Bistums Amazonas als Territorialprälatur Acre e Purus errichtet, dem Erzbistum Belém do Pará als Suffragan unterstellt und den Serviten als Missionsgebiet zugewiesen. Am 10. Dezember 1926 wurde die Territorialprälatur Acre e Purus in Territorialprälatur São Peregrino Laziosi no Alto Acre e Alto Purus umbenannt. 1948 begann der Bau der Catedral Nossa Senhora de Nazaré (Unsere Liebe Frau von Nazareth).
Die Territorialprälatur São Peregrino Laziosi no Alto Acre e Alto Purus wurde am 16. Februar 1952 dem Erzbistum Manaus als Suffragan unterstellt. Am 26. April 1958 wurde die Territorialprälatur São Peregrino Laziosi no Alto Acre e Alto Purus wieder in Territorialprälatur Acre e Purus umbenannt.
Am 15. Februar 1986 wurde die Territorialprälatur Acre e Purus durch Papst Johannes Paul II. mit der Päpstlichen Bulle Cum Praelaturae zum Bistum erhoben und in Bistum Rio Branco umbenannt.

## Ordinarien

### Prälaten von Acre e Purus
- Próspero Gustavo Bernardi OSM, 1919–1926

### Prälaten von São Peregrino Laziosi no Alto Acre e Alto Purus
- Próspero Gustavo Bernardi OSM, 1926–1944
- Antônio Julio Maria Mattioli OSM, 1948–1958

### Prälaten von Acre e Purus
- Antônio Julio Maria Mattioli OSM, 1958–1962
- Giocondo Maria Grotti OSM, 1962–1971
- Moacyr Grechi OSM, 1972–1986

### Bischöfe von Rio Branco
- Moacyr Grechi OSM, 1986–1998, dann Erzbischof von Porto Velho
- Joaquín Pertíñez Fernández OAR, seit 1999